# جو بورو
جو بورو (بالإنجليزية: Joe Burrow) (مواليد 10 ديسمبر 1996) هو لاعب كرة قدم أمريكية يلعب في نادي سينسيناتي بنغالز.